# Pieter Wilhelm Dahmen
Pieter Wilhelm Dahmen (Amsterdam, 21 augustus 1808- aldaar, 20 juni 1886) was een Nederlands fluitist.
P.W. Dahmen was fluitist bij het orkest van de Stadsschouwburg aan het Leidseplein te Amsterdam. Hij gaf ook zelf concerten en bovendien gaf hij privéles op de dwarsfluit. Hij was een van de initiatiefnemers van de Philharmonische concerten, later overgaand in de zogenaamde Parkconcerten.
Pieter Wilhelm Dahmen werd geboren binnen het gezin van Arnold Dahmen en Roelofje Antonia Lanzing. De familie Dahmen kende een lange historie in de muziekwereld. Op 29 mei 1835 huwde hij actrice Anna Maria Engelina Majofski, nakomeling van acteur Theo Majofski en actrice Joanna Adams. Enige zoon, Johan Francis Arnold Theodor Dahmen, werd muzikant, ook fluitist. 
Dahmen schreef een romance onder de naam Anna op tekst van Johannes Casper Westerman, broer van actrice Anna Petronella Westerman.
Enkele concerten:
- 20 februari 1834: concert van gebroeders Dahmen: Pieter Wilhelm Dahmen (fluit), Johan Arnold Dahmen (fluit) en Hubert Dahmen (cello)
- 14 december 1841: concert in de Italiaansche Schouwburg met gasten Christine Stoetz (zang), C.C. Fischer (viool), Nicolaus Josephus Potdevin (hoorn) en F. Stoll (gitaar)
- 13 december 1842 : tweede van zes abonnementsconcerten in Frascati
- 30 januari 1849: Philharmonisch concert in Frascati

- International Standard Name Identifier: 0000 0003 9428 2063
- Nederlandse Thesaurus van Auteursnamen: 171408403
- Virtual International Authority File: 288843955
- WorldCat: E39PBJtMvq7Rg8KKdmPm4TQQbd